# Bungee jumping

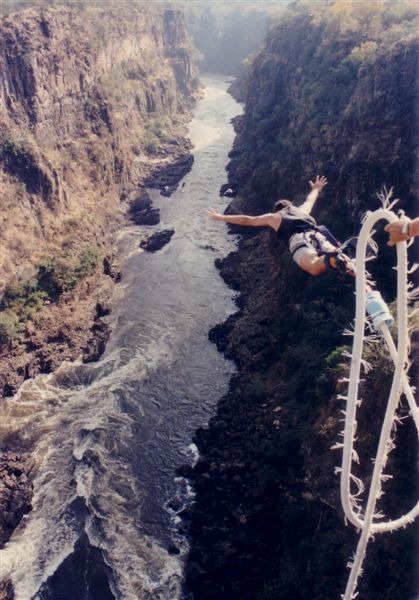
Bungee jumping de pe podul Victoria Falls în Zambia/Zimbabwe

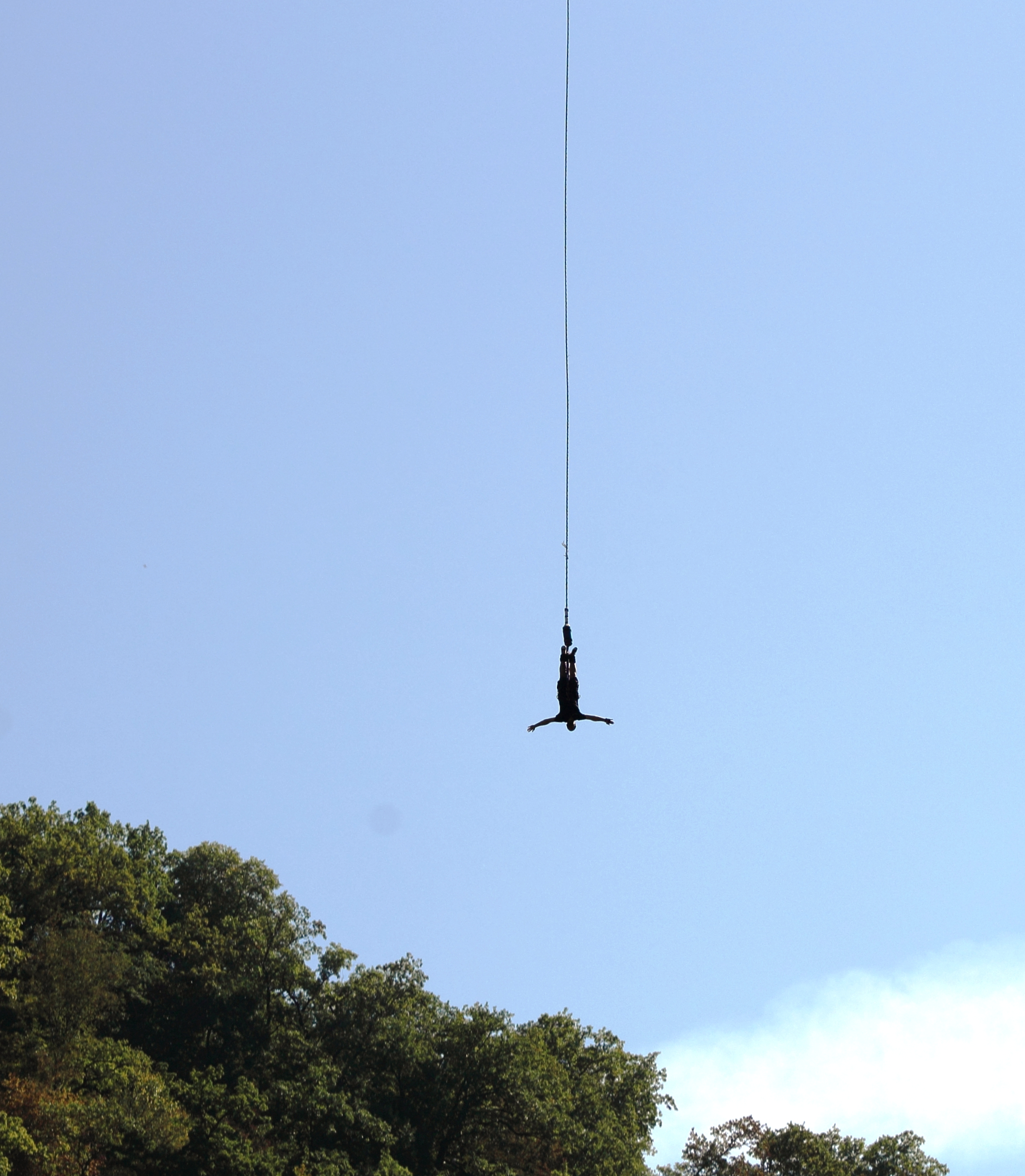
Bungee Jumping în Soci, Rusia

Bungee jumping (/ˈbʌndʒiː/;) este o activitate recreativă care implică săritul de pe o structură înaltă, corpul celui care sare fiind legat cu o coardă elastică de lungime mare. Structura înaltă este de obicei un obiect fix, cum ar fi o clădire sau un pod, deși se poate sări și de pe un obiect aflat în mișcare, ca un balon cu aer cald sau un elicopter care se află deasupra solului. Când o persoană sare, coarda se întinde datorită forței de gravitație care acționează asupra corpului celui care sare, acumulând energie elastică. La restituirea acesteia, îl propulsează pe săritor în direcția opusă. Fenomenul se repetă într-o mișcare oscilatorie în sus și în jos până când toată energia cinetică este disipată.

## Cea mai mare săritură
Conform Guinness World Records, cea mare săritură bungee jumping din lume a fost realizată de la o înălțime de 233 m, de pe Macau Tower, în China.

## Variații

### Alergare
Această metodă, populară în general în rândul copiilor, nu implică săritul. Cel care practică această metodă trebuie pur și simplu să alege cu o coardă elastică atașată de corpul lui.

### Catapultă
Tipul de săritură „Catapultă” ar putea fi numit opusul metodei obișnuite. Cel care sare începe de jos, fiind catapultat în sus de coarda elastică întinsă în prealabil.